# オリンピックのセントルシア選手団
オリンピックのセントルシア選手団（オリンピックのセントルシアせんしゅだん）は、1996年アトランタオリンピックで初出場。2010年現在、夏季大会ではアトランタ大会以降毎回出場している。冬季大会には一度も出場していない。2024年パリ大会の女子100m走にてジュリアン・アルフレッドが金メダルを獲得し、初のメダルとなった。
セントルシアの国内オリンピック委員会は1987年設立。1993年に国際オリンピック委員会に承認された。

## メダル獲得数一覧

### 夏季オリンピック
| 大会名                | 金 | 銀 | 銅 | 計 |
| 1996 アトランタ       | 0  | 0  | 0  | 0  |
| 2000 シドニー         | 0  | 0  | 0  | 0  |
| 2004 アテネ           | 0  | 0  | 0  | 0  |
| 2008 北京             | 0  | 0  | 0  | 0  |
| 2012 ロンドン         | 0  | 0  | 0  | 0  |
| 2016 リオデジャネイロ | 0  | 0  | 0  | 0  |
| 2020 東京             | 0  | 0  | 0  | 0  |
| 2024 パリ             | 1  | 1  | 0  | 2  |
| 合計                  | 1  | 1  | 0  | 2  |

### 夏季オリンピック競技別
| 競技           | 金 | 銀 | 銅 | 計 |
| -------------- | -- | -- | -- | -- |
| 陸上競技       | 1  | 1  | 0  | 2  |
| 計 (競技数: 1) | 1  | 1  | 0  | 2  |